# エニーバンド
エニーバンド(Anyband) は、韓国・サムスン電子の携帯電話ブランドであるAnycall（エニーコール）によって、携帯電話の広報を目的に結成されたバンドである。
東方神起のジュンス、ジン・ボラ、BoA、エピック・ハイのタブロで構成されている。

## 概要
Anycallが主催するバンドである。タブロが作詞・作曲を行い、各ジャンルのミュージシャンが歌を担当している。2007年11月8日に1stシングル「AnyBand」が発表された。アメリカで撮影したMV（プロモーション・ビデオ）が制作された。シングルには「TPL (Talk Play Love)」と「Promise You」の2曲のみが収録されており、3曲目「Daydream」は同年11月27日のコンサートまで非公開であった。
本アルバムとは直接関係無いが、2009年3月17日に発売されたBoAの全米デビューアルバムの中にDaydreamと同じメロディーの楽曲「Scream」が収録されている。

## メンバー
- ジュンス（東方神起）
- ジン・ボラ
- BoA
- タブロ（エピック・ハイ）

## ディスコグラフィ

### シングル
- AnyBand （2007年11月8日、「Daydream」収録の新バージョンを同年11月27日発表）